# Bessera
Genre
Classification APG III (2009)
Bessera est un  genre  de plantes de la famille des thémidacées, également placé dans les aliacées ou les liliacées.
Ce genre de taille modeste comprend des plantes herbacées dont la croissance se fait à partir de bulbes. Elles sont pérennes, natives du Mexique. Leurs fleurs possèdent à la fois des pétales et des sépales pétaloïdes. Leurs pistils sont composés.
Bessera elegans,  les gouttes de corail, est une espèce mexicaine cultivée, herbacée  semi-vivace. Les fleurs, retombantes, sont groupées en ombelles terminales à l'extrémité des tiges. Elles sont bicolores, rouges et blanches.

## Liste d'espèces
Selon World Checklist of Selected Plant Families (WCSP) (3 juin 2010) et NCBI (3 juin 2010) :
- Bessera elegans Schult.f. (1829)
- Bessera tenuiflora (Greene) J.F.Macbr. (1918)
- Bessera tuitensis R.Delgad. (1992)